# Акташ (Татарстан)
 Акташ  — железнодорожная станция в Альметьевском районе Татарстана. Входит в состав Русско-Акташского сельского поселения.

## География
Находится в юго-восточной части Татарстана на расстоянии приблизительно 12 км по прямой на северо-запад от районного центра города Альметьевск на железнодорожной линии Агрыз — Акбаш.

## История
Основана в 1954 году. В 1960 году здесь был построен хлебоприемный пункт с хлебозаводом, чуть позже организован асфальтобетонный цех (ныне — в составе Татавтодора).

## Население
Постоянных жителей было: 152 в 2010.